# Cá mòi cờ
Cá mòi cờ hay còn gọi là cá mòi Trung Hoa (Danh pháp khoa học: Clupanodon thrissa) là một loài cá mòi phân bố ở vùng biển Đông Á như Trung Quốc, Triều Tiên, Đài Loan, Thái Lan, Philippin và Việt Nam. Ở Việt Nam chúng phân bố ở vùng Hà Nội (sông Hồng), Thanh Hóa (sông Mã), Nghệ An (Vinh, sông Lam), Nam Định, Hà Tĩnh.

## Đặc điểm
Cá trưởng thành, dài tối đa 26 cm. Vây lưng: 15–16, vây ngực: 14 – 15, vây bụng 8, vây hậu môn: 21–25, vảy dọc thân: 48. Thân cá hình thoi dẹt bên. Đầu nhọn và tròn. Mõm ngắn. Tia vây cuối cùng của vây lưng rất dài lên có tên gọi là mòi cờ. Miệng nhỏ, khuyết ở hàm trên rõ. Mắt tương đối lớn, phía trước và sau đếu có màng trong suốt che và chỉ để hở ở giữa một khe hình thoi hẹp. Vây lưng khá lớn, khởi điểm của nó ở trước khởi điểm của vây bụng. Vây đuôi thương đối lớn, chẻ sâu, 2 thùy bằng nhau. Cá có lưng màu xám, thân và bụng màu trắng bạc, 2 bên có 4–6 chấm đen.

## Tập tính
Cá sống đàn. Bình thường sống ở ven biển và biển, trừ mùa sinh sản cá bố mẹ di cư vào các hạ lưu sông để sinh sản. Cá sống ở tầng mặt. Thức ăn của chúng là động vật nổi, các loài tảo nổi và các chất hữu cơ vụn nát (ăn mùn bã). Cá thành thục sau 1 năm tuổi. Cá mòi cờ sống ở ven biển. Khoảng tháng 3–4 mỗi con đẻ khoảng 4000–6000 trứng, cá nhập thành đàn di cư vào các hạ lưu cá sông Hồng, sông Đà, sông Lô, sông Mã và sông Lam để sinh sản, ban đêm nổi trên mặt nước, ban ngày lặn xuống tầng sâu. Bãi cá đẻ ở ngay giữa dòng chảy. Trứng cá trôi nổi ra đến cửa sông thì nở. Cá con sinh sống ở các vùng cửa sông ven biển, đầm nước lợ.

## Giá trị
Cá mòi cờ có sản lượng khai thác ở các hạ lưu sông lớn khá cao. ước tính vào những năm 1960 ở miền bắc khai thác hàng năm tới 800 tấn cá mòi ở trong sông. Cá có nhiều triển vọng trở thành cá nuôi ở các đầm nước lợ. Thịt cá mòi cờ ăn rất ngon. Cá bị khai thác bừa bãi ở các bãi đẻ và trên đường di cư ở Việt nam. Cá con bị khai thác quá mức ờ các vùng ven biển, cửa sông, đầm nước lợ. Sản lượng khai thác trong sông đã bị giảm sút nghiêm trọng, chỉ đạt tới 100 tấn/năm.